# Кодекс Рохонці

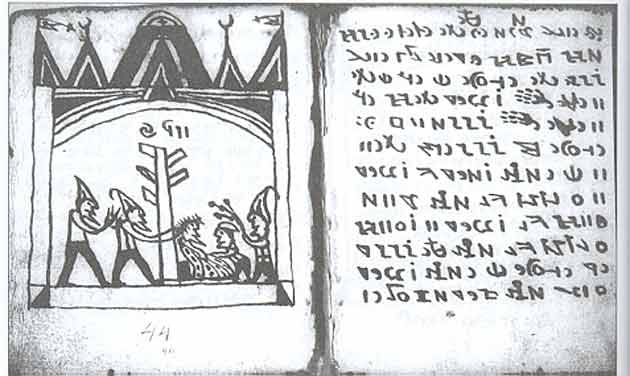
Одна із сторінок рукопису

Кодекс Рохонці — ілюстрований рукопис невідомо автора, текст якого написаний невідомою мовою та невідомим алфавітом. Книга з'явилася в Угорщині в першій половині XIX століття. Більшість дослідників сходяться на тому, що це містифікація 18 століття, хоча серед них немає єдності щодо походження та змісту книги.

## Історія
Кодекс Рохонці зберігався в колекції аристократичного роду Баттяні з угорського міста Рохонці (тепер це місто Рехніц, Австрія). У 1838 році граф Густав Баттяні подарував манускрипт Угорській Академії Наук, в колекції якої він зберігається досі.
Вивчення паперу Кодексу Рохонці показало, що він, швидше за все, був виготовлений в Венеції на початку XVI століття. Перші спроби вивчити і розшифрувати Кодекс відносяться до початку XIX століття. Його вивчав угорський вчений Ференц Толді у 1840 році. Професор Празького університету Йозеф Іречек разом з сином Костянтином досліджував його в 1884—1885 роках. Над ним працював Бернгхард Юнг, професор Університету Інсбрука, деякі інші дослідники і навіть художники. Розшифрувати Кодекс так поки нікому не вдалося, однак не важко буде знайти безліч версій можливого його перекладу.

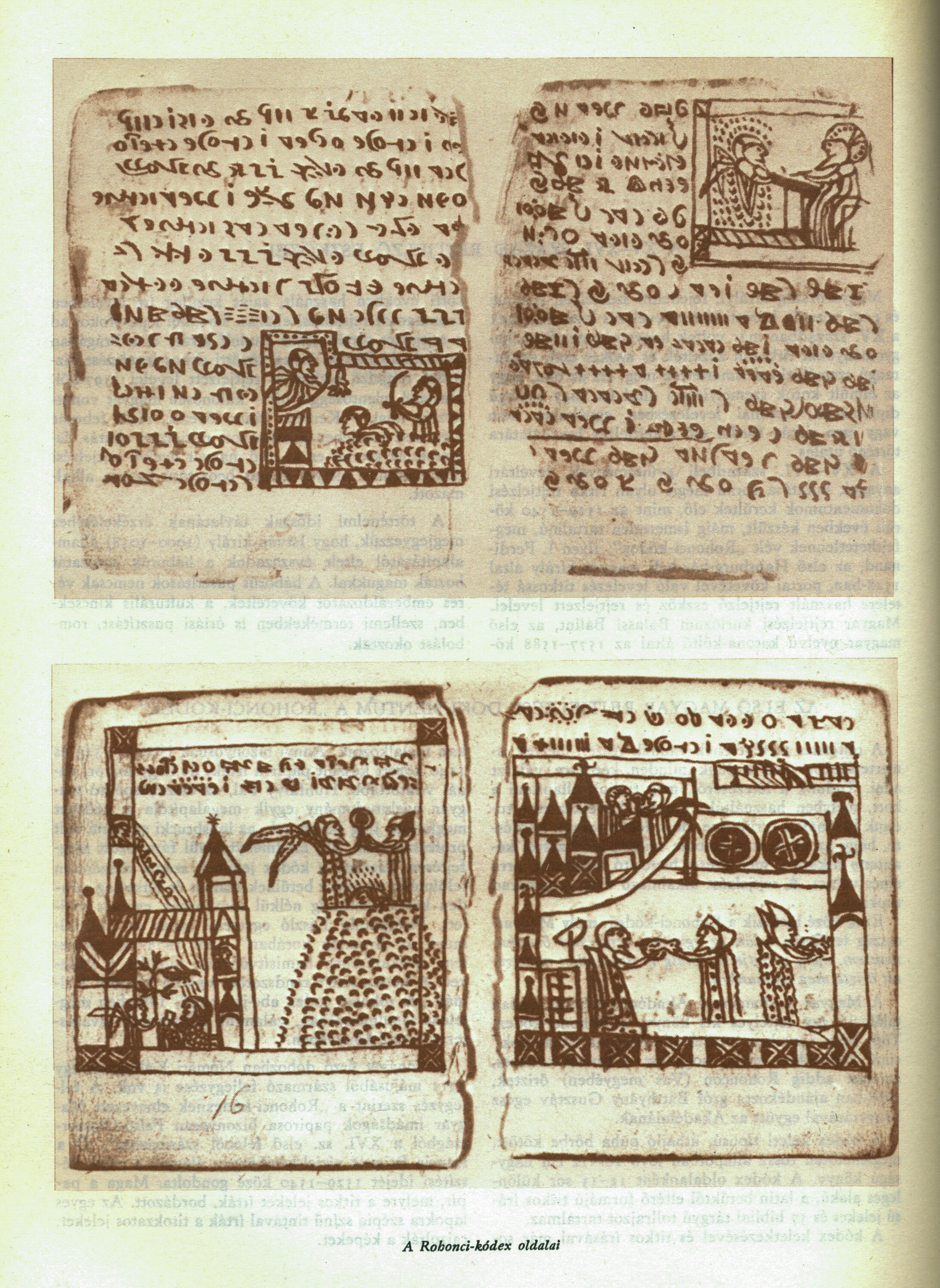

Серед дослідників існує думка, що цей документ сфальсифікований трансильванським антикваром Самуїлом Немешем, що жив за часів виявлення рукопису. Проте багато дослідників не полишають спроб розшифрувати текст манускрипту. Деякі дослідники, що впевнені в автентичності Кодексу, вважають, що він може бути написаний давньоугорським рунним письмом. За іншими версіями це може бути мова даків, мова половців, чи навіть гінді.
Систематичне дослідження символів вперше почали Отто Гіурком в 1970 році. Він шукав повторювані послідовності, щоб визначити напрям письма. Саме йому належить версія, що сторінки написані справа наліво, зверху вниз. Угорський лінгвіст Міклош Локсманді зробив декілька комп'ютерних досліджень тексту в середині 1990-х років. Він підтвердив висновки Гіуркома, додавши при цьому і кілька своїх: символи «i» та «ii» розділяють речення, а відмінковий закінчень, які зазвичай характерні для угорської мови, в тексті немає. Статистичний аналіз дозволив вченим зробити висновок, що мова манускрипту є складовою або логографічною системою.
Румунський філолог Віоріка Еначік запропонувала свою версію перекладу — це нібито історія волохів в їхньому протистоянні половцям і печенігам. Іншу цікаву гіпотезу щодо мови кодексу з Рохонці запропонував індієць Махіша Кумар Сінх. Він стверджує, що Кодекс — це апокрифічне Євангеліє дитинства Христа з вступом з молитов, які переходять в розповідь про дитинство Ісуса.
У 2018 році програміст Левенте Золтан Кірай опублікував статтю, в якій повідомляв, що зумів дешифрувати кодекс. На думку Кірая і іншого дослідника, Габора Токая, кодекс написаний штучною мовою і містить переказ Біблії і деяких апокрифічних історій.

## Опис
Це книга розміром 12 на 10 см, об'ємом 448 аркушів, що містять від 9 до 14 рядків тексту. 87 сторінок книги займають ілюстрації, що зображують релігійні сцени, світське життя і військові кампанії, а також знаки світових релігій — хрест, півмісяць і коловорот. Текст в книзі написаний справа наліво і знизу вгору. Кількість унікальних символів, використовуваних в Кодексі, досягає 792, що вдесятеро більше, ніж в будь-якому відомому алфавіті.